# Theo Kley

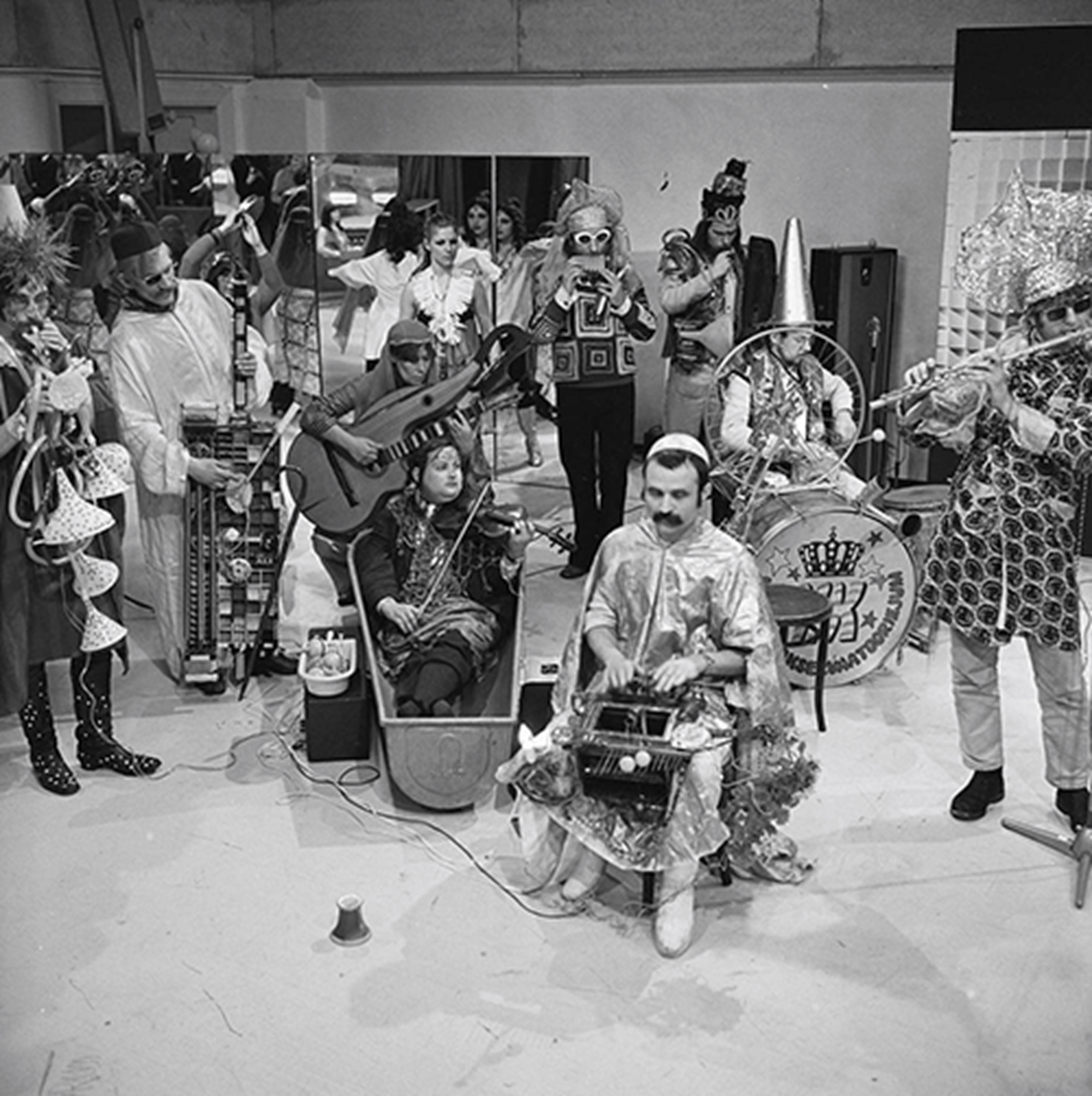
Theo Kley & Kietsj Konservaatoriejum in Fenklup (1968)

Theodorus Johannes (Theo) Kley (Rotterdam, 30 december 1936 – Amsterdam, 15 oktober 2022) was een Nederlands beeldend kunstenaar. Hij was een van de oprichters van het Deskundologies Laboratorium.
Kley groeide na het bombardement op Rotterdam op in Breda. Hij volgde aldaar een opleiding tot instrumentmaker en vervolgens tot goudsmid, en deed van 1951 tot 1955 de vierjarige opleiding tot industrieel ontwerper, illustrator en reclameontwerper aan de Academie voor Beeldende Kunsten Sint-Joost. Van 1957 tot 1960 studeerde hij aan de Jan van Eyck Academie te Maastricht.
Van 1960 tot 1964 maakte Kley reizen door Zuid-Europa, zuidoost Turkije, Rhodesië en Kenia. Hij raakte door de rotsschilderingen van de Bosjesmannen geïnspireerd en had een tentoonstelling in Rhodesië. Na deze periode trad hij in 1964 in het huwelijk met de beeldhouwster Josephine van den Bergh. Hij vestigde zich aan de Oudezijds Achterburgwal te Amsterdam. Deze stad, en met name het dorpje Ruigoord bij de stad, vormde voortaan zijn uitvalsbasis. Op het dak van zijn woning legde Kley een enorme daktuin aan die hij in 1996 zou ontmantelen.
In 1968 richtte Kley het Eksoties Kietsj Konservaatoriejum op en in 1969 was hij een van de oprichters van de Insektensekte. Hij werkte daarvoor samen met de tandarts-kunstenaar Max Reneman en de violist Hub Mathijsen. Hun werk werd gefotografeerd door Cor Jaring. In 1969 schreef hij samen met Roelof Kiers (VPRO) en anderen de televisie-opera Moeder wat is er mis met deze planeet. In 1971 richtte hij samen met Max Reneman, Robert Jasper Grootveld, Hub Mathijsen en anderen het Deskundologies laboratorium op.
In 1972 was hij met Guus Boissevain, Aad van der Mijn, Rudolf Stokvis en de dichter Leo van der Zalm oprichter van het Amsterdams Ballon Gezelschap. Deze "harde kern van de zachte luchtvaart" maakte vanaf 1973 met een oude autobus, "luchtbus" genaamd, reizen van Ruigoord naar Tibet, India en Mongolië.

## Publicaties (selectie)
- X-Ray Urzeitgeist. Renate Jacobs, Raoul Dohmen, Theo Kley. Amsterdam, Galerie Eric Hoffman, 1989. Geen ISBN
- Cor Jaring, Theo Kley. 7 april-14 mei 1972, Museum Fodor, Amsterdam ; foto's: Jaap Visser en Freddy Fleur. Amsterdam, Museum Fodor, 1972. Geen ISBN.
- Theo Kley & Ineke Jungschleger: Moeder, wat is er mis ..... met deze planeet? Een dozijn populair-wetenschappelijke projekten. Amsterdam, Thomas Rap, 1969. Geen ISBN.